# Röke
Röke är en tätort i Hässleholms kommun och kyrkby i Röke socken i Skåne. SCB klassade bebyggelsen småort från 1990 till 1995,  som en tätort från 1995 till 2020 men småort från 2020 då antalet boende understeg 200 men åter tätort 2023.
I orten ligger Röke kyrka.
Det största evenemanget i byn är den årliga loppmarknaden.

## Befolkningsutveckling
| Befolkningsutvecklingen i Röke 1960–2015        | Befolkningsutvecklingen i Röke 1960–2015 | Befolkningsutvecklingen i Röke 1960–2015 | Befolkningsutvecklingen i Röke 1960–2015 | Befolkningsutvecklingen i Röke 1960–2015 |
| ----------------------------------------------- | ---------------------------------------- | ---------------------------------------- | ---------------------------------------- | ---------------------------------------- |
|                                                 |                                          |                                          |                                          |                                          |
| År                                              |                                          |                                          | Folkmängd                                | Areal (ha)                               |
| 1960                                            | 1960                                     |                                          | 296                                      |                                          |
| 1965                                            | 1965                                     |                                          | 293                                      |                                          |
| 1970                                            | 1970                                     |                                          | 268                                      |                                          |
| 1975                                            | 1975                                     |                                          | 208                                      |                                          |
| 1990                                            | 1990                                     |                                          | 152                                      | 41#                                      |
| 1995                                            | 1995                                     |                                          | 215                                      | 65                                       |
| 2000                                            | 2000                                     |                                          | 236                                      | 65                                       |
| 2005                                            | 2005                                     |                                          | 243                                      | 66                                       |
| 2010                                            | 2010                                     |                                          | 219                                      | 66                                       |
| 2015                                            | 2015                                     |                                          | 204                                      | 78                                       |
| Anm.: Ej tätort 1980, småort 1990 # Som småort. |                                          |                                          |                                          |                                          |

## Idrott
Röke IF är byns fotbollsklubb..
Röke IBK är byns innebandyklubb, som 2011/2012 spelar i Division 1 Södra Götaland.